# Potentilla kulabensis
Potentilla kulabensis es una especie de planta del género Potentilla, perteneciente a la familia Rosaceae.

## Taxonomía
Potentilla kulabensis fue descrita por Franz Theodor Wolf en 1936.

## Distribución
Se encuentra en el territorio de Tayikistán.